# Epidèmia de còlera de 1854 a Catalunya
El còlera va arribar a Europa el 1817 pel moviment de les tropes angleses colonials de l'Índia a altres països del sud i est asiàtic. Abans, els grans estralls epidèmics havien estat la pesta, la febre groga, i la verola, front a la que ja es disposava de vacuna.

## Antecedents
Durant la segona pandèmia de còlera, la malaltia va arribar a la península Ibèrica a Vigo en 1833 en un vaixell anglès procedent de Portugal. La tercera pandèmia de còlera va entrar de nou per Vigo el 19 de novembre de 1853.
Durant la primavera de 1854 s'havia iniciat el conflicte de les selfactines, una crisi laboral dels teixidors en contra de la industrialització. Ja es començava a sospitar en les maneres de transmissió de la infecció entre la població i de començar a coordinar-se una incipient xarxa internacional de llocs sanitaris que facilitessin informació periòdica respecte a l'evolució i situació de la malaltia.

## L'epidèmia
El brot de 1854 a Catalunya es va iniciar a partir d'un vaixell procedent de Marsella que va arribar en el mes de juliol a Barcelona, on van morir unes sis mil persones fins a l'octubre. A finals de mes aquells que podien fugir van marxar de la ciutat, i dels 190.298 habitants van quedar la meitat, anant a altres poblacions com Vilanova i la Geltrú, i on entre el 8 d'agost i el 27 de setembre van morir 800 persones, o el Berguedà. Fins al 18 d'agost, quan ja havien mort 2.000 persones, no es va reconèixer l'epidèmia, que va tenir una intensitat i gravetat gairebé el doble de l'epidèmia de 1834.

## Conseqüències
L'impacte de l'epidèmia i el conflicte de les selfactines es va veure suavitzat quan el governador civil de Barcelona Pascual Madoz Ibáñez va aconseguir del Govern el permís per a l'enderrocament de les muralles, que assegurava feina a una població molt castigada.
El 10 de desembre de 1854, Filippo Pacini va llegir en una sessió de la Società Medico-Fisica di Firenze la seva memòria Observazioni microscopiche e deduzioni patologiche sul cholera asiatico, concloent que la causa del còlera eren els vibrions que va trobar en les mostres de líquid intestinal de víctimes de la malaltia, però el seu descobriment fou ignorat fins que Robert Koch va tornar ava aïllar i identificar el bacil del còlera en 1884.